# Station Morteau
Station Morteau is een spoorwegstation in de Franse gemeente Morteau. Het wordt bediend door treinen van het netwerk  TER Bourgogne-Franche-Comté op de verbindingen naar Besançon en La Chaux-de-Fonds.